# Javier del Pino
Javier del Pino (Madrid, 1964) és un periodista espanyol que dirigeix i presenta el programa de ràdio A vivir que son dos días de la Cadena SER. Va entrar a treballar a la Cadena SER el 1988 i el seu primer càrrec de responsabilitat va ser el de director de l'informatiu Hora 20. Va ser sotsdirector d'Hora 25, entre 1991 i 1997, dirigit per Carlos Llamas; posteriorment va ser corresponsal de la Cadena SER a Washington DC durant quinze anys, fins que va ser nomenat director i presentador d'A vivir que son dos días el juny de 2012. El 2008 va guanyar el Premi de periodisme Cirilo Rodríguez.